# Riki
Riki je moško osebno ime.

## Izvor imena
Ime Riki je različica moškega osebnega imena Rihard.

## Pogostost imena
Po podatkih Statističnega urada Republike Slovenije je bilo na dan 31. decembra 2007 v Sloveniji število moških oseb z imenom Riki: 10.

## Osebni praznik
Osebe z imenom Riki lahko godujejo takrat kot Rihardi.